# Pachyloides thorellii
Pachyloides thorellii is een hooiwagen uit de familie Gonyleptidae.